# Lagodias inermis
Lagodias inermis är en tvåvingeart som beskrevs av Hermann 1907. Lagodias inermis ingår i släktet Lagodias och familjen rovflugor.
Artens utbredningsområde är Botswana. Inga underarter finns listade i Catalogue of Life.